# Засоби масової інформації Барбадосу
Засоби масової інформації на Барбадосі вже давно мають право на відкриту політику з боку уряду та громадян щодо свободи преси. Барбадос має низку місцевих та іноземних засобів масової інформації, які надають країні різні погляди через газети, журнали, телебачення та радіомовлення.
Що стосується телерадіомовних ЗМІ, то уряд Барбадосу в основному дотримується політики невтручання, якщо контент, який транслюється ЗМІ, не є нецензурним, наклепницьким, непристойним або огидним. Залежно від ступеня тяжкості, такі ситуації, як лайка, можуть розглядатися як первинне попередження, а грошові штрафи можуть накладатися лише в разі продовження подібних порушень.